# El Bajío, Nuevo León
El Bajío är en ort i Mexiko.   Den ligger i kommunen Montemorelos och delstaten Nuevo León, i den centrala delen av landet, 600 km norr om huvudstaden Mexico City. El Bajío ligger 426 meter över havet och antalet invånare är 330.
Terrängen runt El Bajío är platt. Runt El Bajío är det ganska glesbefolkat, med 32 invånare per kvadratkilometer. Närmaste större samhälle är Montemorelos, 3,9 km öster om El Bajío. I omgivningarna runt El Bajío växer huvudsakligen savannskog.